# Список глав государств в 1519 году
Список глав государств в 1518 году — 1519 год — Список глав государств в 1520 году — Список глав государств по годам

## Азия
- Анатолийские бейлики —
  - Зулькадар — Али-бег, бей (1515 — 1522)
  - Рамазаногуллары (Рамаданиды) — Кубад Паша, бей (1517 — 1520)
- Бруней — Болкиах, султан (1485 — 1524)
- Бухарское ханство — Кучкунджи, хан (1512 — 1530)
- Грузинское царство — 
  -  Гурийское княжество — Мамиа I Гуриели, князь (1512 — 1534)
  -  Имеретинское царство — Баграт III, царь (1510 — 1565)
  -  Кахетинское царство — Леван, царь (1518 — 1574)
  -  Картлийское царство — Давид X, царь (1505 — 1525)
  - Самцхе-Саатабаго — Кваркваре III, атабег (1518 — 1535)
- Дайвьет — Ле Тьеу-тонг, император (1516 — 1522)
- Индия —
  - Амбер (Джайпур) — Притви Сингх I, раджа[кат.] (1502 — 1527)
  - Ахмаднагарский султанат — Бурхан Низам-шах I, султан (1510 — 1553)
  - Ахом — Сухунгмунг, махараджа[англ.] (1497 — 1539)
  - Бахманийский султанат — Ахмад-шах III, султан (1518 — 1520)
  - Бенгальский султанат — 
    - Ала ад-дин Хусайн-шах, султан (1494 — 1519)
    - Насир ад-дин Нусрат-шах, султан (1519 — 1533)

  - Берарский султанат — Ала ад-дин Имад-шах, султан (1504 — 1529)
  - Бидарский султанат — Амир Барид-шах I, мир-джумла (1504 — 1527)
  - Биджапурский султанат — Исмаил Адиль Шах, султан (1511 — 1534)
  - Биканер — Луна Карана, раджа[англ.] (1505 — 1526)
  - Бунди — Нарайян Дас, раджа (1491 — 1527)
  - Бхавнагар — Рамдасжи Джетиджи, раджа (1500 — 1535)
  - Венад[англ.] — Вира Рави Керала Варма, махараджа[англ.] (1504 — 1528)
  - Виджаянагарская империя — Кришнадеварайя, махараджадхираджа (1509 — 1529)
  - Гаджапати[англ.] — Пратапарудра Дева, царь[англ.] (1497 — 1540)
  - Голконда — Кули Кутб Шах, султан[англ.] (1512 — 1543)
  - Гуджаратский султанат — Музаффар-шах II, султан (1511 — 1526)
  - Делийский султанат — Ибрахим-шах, султан (1517 — 1526)
  - Джайнтия[англ.] — Маджха Госен, раджа[англ.] (1516 — 1532)
  - Джалавад (Дрангадхра) — Раножи Раидхаржи, сахиб (1499 — 1522)
  - Дунгарпур — Удаи Сингх I, раджа (1497 — 1527)
  - Камата — Бисва Сингха, махараджа[англ.] (1515 — 1540)
  - Качари — Детсун, царь (ок. 1511 — ок. 1539)
  - Кашмир — Мухаммад-шах I, султан (1484 — 1486, 1493 — 1505, 1514 — 1515, 1517 — 1528, 1530 — 1537)
  - Кочин — Уннираман Коикал II, махараджа (1503 — 1537)
  - Майсур — Шамараджа III, махараджа (1513 — 1553)
  - Малавский султанат — Махмуд-шах II Халджи, султан (1511 — 1531)
  - Манипур — Ламкхиямба, раджа[англ.] (1512 — 1523)
  - Марвар (Джодхпур) — Ганга Ратор, раджа (1515 — 1532)
  - Мевар — Санграм Сингх, махарана (1509 — 1528)
  - Мултан (Султанат Ланга) — Махмуд Ланга, султан (1502 — 1527)
  - Орчха — Рудра Пратап, раджа (1501 — 1531)
  - Пратабгарх — Сураж Мал, махараджа (1473 — 1530)
  - Рева — Вир Сингх Део, раджа (1500 — 1540)
  - Самбалпур[англ.] — Бальрам Дев, раджа[англ.] (1494 — 1534)
  - Синд — Фероз, джем (султан)[англ.] (1508 — 1524)
  - Сирохи — Джагмаль, раджа (1483 — 1523)
  - Хандешский султанат — Адил-хан III, султан (1509 — 1520)
  - Чамба — Ганеза Верман, раджа (1512 — 1559)
- Индонезия —
  - Аче — Али Мугаят Шах, султан (1496 — 1528)
  - Бачан — Зайнал Абидин, султан[англ.] (ок. 1512 — ок. 1557)
  - Демак — Пати Джунус, султан (1518 — 1521)
  - Сунда — Шри Бадуга, махараджа (1482 — 1521)
  - Сулу — Амирул-Умара, султан[англ.] (1505 — 1527)
  - Тернате — Байянулла, султан (1500 — 1522)
  - Чиребон[англ.] — Сунан Гугунгжати, султан[англ.] (1479 — 1568)
- Иран (Сефевиды) — Исмаил I, шахиншах (1501 — 1524)
  -  Каркия — Солтан-Ахмад Хан, амир (1506 — 1534)
  -  Падуспаниды — 
    - Каюс III, малек (в Кожуре) (1507 — 1543)
    - Бахман, малек (в Нуре) (1507 — 1550)
- Казахское ханство — Касым, хан (1511 — 1521)
- Камбоджа — Сдач Корн, раджа (1512 — 1521)
- Китай (Империя Мин)  — Чжэндэ (Чжу Хоучжао), император (1505 — 1521)
- Лансанг  — Висунарат, король (1501 — 1520)
- Малайзия — 
  - Кедах — Махмуд Шах II, султан[англ.] (1506 — 1546)
  - Келантан — Мансур-шах ибн аль-Мартум, султан[англ.] (1467 — 1522)
  - Паттани — Исмаил Шах, султан (1516 — 1530)
  - Паханг — Махмуд-шах I, султан (1515 — 1530)
- Мальдивы — Калу Мохамед, султан (1492, 1495 — 1510, 1513 — 1529)
- Михрабаниды[англ.] — Махмуд ибн Низам аль-Дин Яхья, малик[англ.] (ок. 1495 — ок. 1537)
- Могулистан — Мансур, хан (в Восточном Могулистане)  (1514 — 1543)
- Могулия (Яркендское ханство) — Султан-Саид, хан  (1514 — 1533)
- Монгольская империя (Северная Юань) — 
  - Барсболод-джинон, великий хан (1517 — 1519)
  - Боди-Алаг, великий хан (1519 — 1547)
- Мьянма — 
  - Ава — Нарапати II (Швенанкьошин), царь[англ.] (1501 — 1527)
  - Аракан (Мьяу-У) — Тазата, царь[англ.] (1515 — 1521)
  - Пьи — Тэдо Минсо, царь[англ.] (1482 — 1526)
  - Таунгу — Минджиньо, царь[англ.] (1486 — 1530)
  - Хантавади — Бинья Ран II, царь[англ.] (1492 — 1526)
- Непал (династия Малла) —
  - Бхактапур — 
    - Райя Малла, раджа[англ.] (1482 — 1519)
    - Прана Малла, раджа[англ.] (1519 — 1547)

  - Катманду (Кантипур) — Ратна Малла, раджа[англ.] (1482 — 1520)
- Ногайская Орда — 
  - Шейх-Мухаммед, бий (1508 — 1519)
  - завоевана Казахским ханством (1519 — 1521)
- Оман — Мухаммед бин Исмаил, имам (1500 — 1529)
- Османская империя — Селим I, султан (1512 — 1520)
- Рюкю — Сё Син, ван (1477 — 1526)
- Сибирское ханство — Агалак, хан (ок. 1498 — ок. 1530)
- Таиланд — 
  - Аютия — Раматибоди II, король (1491 — 1529)
  - Ланнатай — Каео (Муонгкао), король[англ.] (1495 — 1525)
- Тибет — Нгаванг Тоши Дракпа, гонгма[англ.] (1499 — 1554, 1556/1557 — 1564)
- Филиппины — 
  - Тондо — Салалила, раджа[англ.] (ок. 1515 — ок. 1558)
- Хивинское ханство (Хорезм) — 
  - Хаджи, хан (1518 — 1519)
  - Хасанкули, хан (1519)
  - Суфиян, хан (1519 — 1522)
- Чосон  — Чунджон, ван (1506 — 1544)
- Ширван — Ибрагим II, ширваншах (1502 — 1524)
- Шри-Ланка — 
  - Джафна — 
    - Сингаи Парарасасегарам, царь[фр.] (1478 — 1519)
    - Канкили I, царь[фр.] (1519 — 1561)

  - Канди — Джаявеера Астана, царь[англ.] (1511 — 1551)
  - Котте — 
    - Паракрамабаху IX, царь (1518 — 1528)
    - Виджаябаху VII, царь (1518 — 1521)
- Япония — 
  - Кацухито (Го-Касивабара), император (1500 — 1526)
  - Сёгунат Муромати — Асикага Ёситанэ, сёгун (1490 — 1493, 1508 — 1521)

## Америка
- Ацтекская империя (Тройственный союз) — Монтесума II, великий тлатоани (1502 — 1520)
  - Теночтитлан — Монтесума II, Теночтитлан (1502 — 1520)
  - Тескоко — 
    - Какамацин, тлатоани (1515 — 1519)
    - Куикуицкацин, тлатоани (1519 — 1520)

  - Тлакопан — 
    - Тотокиуацин II, тлатоани (1490 — 1519)
    - Тетлепанкецаницин, тлатоани (1519 — 1521)
- Империя инков — Уайна Капак, сапа инка (1493 — 1527)
- Конфедерация Муисков[англ.] — 
  - Кемуинчаточа, заку[англ.] (1490 — 1537)
  - Тискесусе, зипа[англ.] (1514 — 1537)
- Тараско — Зуангуа, каконци (1479 — 1520)

## Африка
- Абдальвадиды (Зайяниды) — Абу Хамму III, султан (1517 — 1528)
- Адаль — 
  - Мухаммад Махфуз, султан (1518 — 1519)
  - Гарад Абун, султан (1519 — 1525)
  - Абу Бакр Мухаммед, султан (1518 — 1526)
- Бамум — 
  - Менгап, мфон (султан)[англ.] (1498 — 1519)
  - Нгоу I, мфон (султан)[англ.] (1519 — 1544)
- Бени-Аббас[англ.] — Абдельазиз, султан[фр.] (1510 — 1559)
- Бенинское царство — Эсиги, оба[англ.] (1504 — 1547)
- Борну — Мухаммад V Аминами, маи[нем.] (1509 — 1538)
- Буганда — Кайима, кабака (ок. 1494 — ок. 1524)
- Варсангали[англ.] — Либан, султан[кат.] (1503 — 1525)
- Вогодого — Намоэро, нааба (ок. 1500 — ок. 1520)
- Джолоф — Букаар Бие-Сунгуле, буур-ба[англ.] (1492 — 1527)
- Кано[англ.] — Мухаммад Кисоки, султан[англ.] (1509 — 1565)
- Каффа — Шадитато, царь (ок. 1495 — ок. 1530)
- Конго — Нзинга Мбемба (Афонсу I), маниконго[англ.] (ок. 1509 — 1542/1543)
- Мали — Мамаду II, манса (1496 — 1559)
- Марокко (Ваттасиды) — Мухаммед аль-Буртукали, султан (1504 — 1526)
- Массина — Савади, ардо (1510 — 1539)
- Мутапа — Чикуйо Чисамаренгу, мвенемутапа[англ.] (1494 — 1530)
- Ндонго — Килаунжи Киа Самба, нгола[англ.] (ок. 1515 — 1556)
- Нри[англ.] — Фенену, эзе[англ.] (1512 — 1582)
- Руанда — Руганзу II, мвами (1510 — 1543)
- Салум — Гуиранокхап Ндонг, маад (1513 — 1520)
- Свазиленд — Мсвати I, вождь (ок. 1480 — ок. 1520)
- Сеннар — Амара Дункас ибн Адлан, мек (1504 —  1534)
- Сонгай — Аския Мохаммед I, император (1493 — 1528)
- Твифо-Эман[англ.] — Офусу Кваби, аквамухене[англ.] (ок. 1500 — ок. 1520)
- Фуло (Денанк) — Коли Тенгуелла, великий фуло (1512 — 1537)
- Хафсиды — Мухаммад V, халиф (1494 — 1526)
- Эфиопия — Давид II, император (1508 — 1540)

## Европа
- Англия — Генрих VIII, король (1509 — 1547)
- Андорра — 
  - Генрих II, король Наварры, князь-соправитель (1517 — 1555)
  - Хоан Деспес, епископ Урхельский, князь-соправитель (1515 — 1530)
- Астраханское ханство — Касим II, хан (ок. 1504 — ок. 1532)
- Валахия — Нягое I Басараб, господарь (1512 — 1521)
- Венгрия — Людовик (Лайош) II, король (1516 — 1526)
- Дания — Кристиан II, король (1513 — 1523)
- Ирландия —
  - Десмонд — Домналл ан Друйминин Маккарти, король (1516 — 1558)
  - Тир Эогайн — 
    - Арт Ог мак Куинн, король (1513 — 1519)
    - Конн Баках мак Куинн О’Нилл, король (1519 — 1559)

  - Томонд — Тойрделбах Донн мак Тадг О’Брайен, король (1498 — 1528)
- Испания —
  - Арагон — Карлос I, король (1516 — 1556)
  - Кастилия и Леон — Хуана I Безумная, королева (1504 — 1555)
  - Наварра — Генрих (Энрике) II, король (1517 — 1555)
- Италия —
  - Венецианская республика — Леонардо Лоредано, дож (1501 — 1521)
  - Гвасталла — Акилле Торелли, граф (1494 — 1522)
  - Генуэзская республика — оккупирована Францией (1515 — 1522)
  - Мантуя — 
    - Франческо II Гонзага, маркграф (1484 — 1519)
    - Федерико II Гонзага, герцог (1519 — 1540)

  - Масса и Каррара — 
    - Альберико II Маласпина, маркграф (1481 — 1519)
    - Риччарда Маласпина, маркграфиня (1519 — 1546, 1547 — 1553)

  - Миланское герцогство — оккупировано Францией (1515 — 1521, 1524 — 1525)
  - Монтекьяруголо — Паоло Торелли, граф (1518 — 1545)
  - Монферрат — Бонифаций IV, маркграф (1518 — 1530)
  - Пьомбино — Якопо V Аппиани, князь (1511 — 1545)
  - Салуццо — Микеле Антонио, маркграф (1504 — 1528)
  - Урбино — Лоренцо II Медичи, герцог (1516 — 1519)
  - Феррара, Модена и Реджо — Альфонсо I д’Эсте, герцог (1505 — 1534)
  - Флорентийская республика — 
    - Лоренцо II Медичи, глава правительства (1516 — 1519)
    - Джулио Медичи, глава правительства (1519 — 1523)
- Казанское ханство — Шах-Али, хан (1519 — 1521, 1546, 1551 — 1552)
- Крымское ханство — Мехмед I Герай, хан (1515 — 1523)
- Литовское княжество — Сигизмунд I Старый, великий князь (1506 — 1548)
  -  Мстиславское княжество — Михаил Иванович, князь (1499 — 1529)
- Молдавское княжество — Стефан IV, господарь (1517 — 1527)
- Монако — Люсьен, сеньор (1505 — 1523)
- Наксосское герцогство — Джованни IV, герцог (1517 — 1564)
- Норвегия — Кристиан II, король (1513 — 1523)
- Папская область — Лев X, папа (1513 — 1521)
- Польша — Сигизмунд I Старый, король (1506 — 1546)
  - Мазовецкое княжество — 
    - Станислав Мазовецкий, князь[англ.] (1503 — 1524)
    - Януш III Мазовецкий, князь[англ.] (1503 — 1526)
- Португалия — Мануэл I Счастливый, король (1495 — 1521)
- Русские княжества — 
  -  Великое княжество Московское — Василий III, государь всея Руси (1505 — 1533)
  -  Рязанское княжество — Иван Иванович, князь (1500 — 1521)
- Священная Римская империя — 
  - Максимилиан I, император (1508 — 1519)
  - Карл V, император (1519 — 1556)
  - Австрия — 
    - Максимилиан I, герцог (1493 — 1519)
    - Карл V, герцог (1519 — 1521)

  - Ангальт — 
    - Ангальт-Дессау — 
      - Иоганн IV, князь (1516 — 1544)
      - Георг III, князь (1516 — 1544)
      - Иоахим, князь (1516 — 1561)

    - Ангальт-Кётен — Вольфганг, князь (1508 — 1562)

  - Ансбах — Георг, маркграф (1515 — 1543)
  - Бавария — 
    - Вильгельм IV, герцог (1508 — 1550)
    - Людвиг X, герцог (1514 — 1545)

  - Баден — 
    - Бернхард III, маркграф (1515 — 1535)
    - Филипп I, маркграф (1515 — 1533)
    - Эрнст, маркграф (1515 — 1535)

  - Байрет (Кульмбах) — Казимир, маркграф (1515 — 1527)
  - Бранденбург — Иоахим I Нестор, курфюрст (1499 — 1535)
  - Брауншвейг — 
    - Брауншвейг-Вольфенбюттель — Генрих V, герцог (1514 — 1568)
    - Брауншвейг-Грубенхаген — 
      - Генрих IV, герцог (1464 — 1526)
      - Филипп I, герцог (1485 — 1551)

    - Брауншвейг-Каленберг — Эрих I, герцог (1491 — 1540)
    - Брауншвейг-Люнебург — Генрих I, герцог (1478 — 1520)

  - Вальдек — 
    - Вальдек-Вилдунген — Филипп IV, граф (1513 — 1574)
    - Вальдек-Эйсенберг — Филипп II, граф (1486 — 1524)

  - Восточная Фризия — Эдцард I Великий, граф (1491 — 1528)
  - Вюртемберг — 
    - Ульрих, герцог (1498 — 1519, 1534 — 1550)
    - под управлением Швабского союза (1519 — 1534)

  - Ганау — 
    - Ганау-Лихтенберг — Филипп III, граф[англ.] (1504 — 1538)
    - Ганау-Мюнценберг — Филипп II, граф[англ.] (1512 — 1529)

  - Гессен — Филипп, ландграф (1509 — 1567)
  - Гольштейн-Пиннеберг — Антон, граф (1510 — 1526)
  - Кёльнское курфюршество — Герман V фон Вид, курфюрст (1515 — 1546)
  - Клеве-Марк — Иоганн II, герцог (1481 — 1521)
  - Лотарингия — Антуан II, герцог (1508 — 1544)
  - Майнцское курфюршество — Альбрехт Бранденбургский, курфюрст (1514 — 1545)
  - Мекленбург — 
    - Генрих V, герцог (1503 — 1520)
    - Альбрехт VII, герцог (1503 — 1520)

  - Монбельяр — 
    - Ульрих Вюртембергский, граф (1498 — 1519, 1534 — 1550)
    - междуцарствие (1519 — 1526)

  - Нассау — 
    - Нассау-Байлштайн[нем.] — 
      - Бернард, граф (1499 — 1556)
      - Иоганн III, граф (1513 — 1561)
      - Генрих V, граф (1513 — 1525)

    - Нассау-Вейльбург — Луи I, граф (1492 — 1523)
    - Нассау-Висбаден-Идштейн[нем.] — Филипп I, граф (1511 — 1558)
    -  Нассау-Дилленбург[англ.] — 
      - Генрих III, граф (1516 — 1538)
      - Вильгельм I Богатый, граф (1516 — 1559)

    - Нассау-Саарбрюккен — Иоганн Людвиг, граф (1472 — 1545)

  - Ольденбург — Иоганн V, граф (1482 — 1526)
  - Померания — Богуслав X Великий, герцог (1478 — 1523)
  - Пфальц — Людвиг V, курфюрст (1508 — 1544)
    - Пфальц-Зиммерн[англ.] — Иоганн II, пфальцграф[англ.] (1509 — 1557)
    - Пфальц-Нойбург — 
      - Отто Генрих, пфальцграф (1505 — 1557)
      - Филипп, пфальцграф (1505 — 1541)

    - Пфальц-Цвейбрюккен — Людвиг II, пфальцграф (1514 — 1532)

  - Савойя — Карл III Добрый, герцог (1504 — 1553)
  - Саксония — Фридрих III, курфюрст (1486 — 1525)
    - Саксен-Виттенберг — Георг Бородатый, герцог (1500 — 1539)
    - Саксен-Ратцебург-Лауэнбург — Магнус I, герцог (1507 — 1543)

  - Трирское курфюршество — Рихард фон Грайффенклау цу Фолльрадс, курфюрст (1511 — 1531)
  - Чехия — Людовик II, король (1516 — 1526)
    - Силезские княжества —
      - Бжегское княжество — Георг I Бжегский, князь (1503 — 1521)
      - Бытомское княжество — Ян II Добрый, князь (1498 — 1521)
      - Зембицкое (Мюнстерберг) и Олесницкое княжества — Карл I Мюнстербергский, князь (1498 — 1536)
      - Легницкое княжество — Фридрих II Легницкий, князь (1488 — 1547)
      - Любинское княжество — Георг I Бжегский, князь[пол.] (1505 — 1521)
      - Немодлинско-Стрелецкое княжество — Ян II Добрый, князь (1497 — 1532)
      - Опавское княжество — Казимир II Цешинский, князь (1506 — 1528)
      - Опольское княжество — Ян II Добрый, князь (1476 — 1532)
      - Ратиборское княжество — Валентин Горбатый, князь (1493 — 1521)
      - Сцинавское княжество — Казимир II Цешинский, князь[пол.] (1493 — 1528)
      - Тешинское (Цешинское) княжество — Казимир II Цешинский, князь (1477 — 1528)

  - Шлезвиг-Голштейн — 
    - Фредерик I, герцог (1513 — 1533)
    - Кристиан II, герцог (1513 — 1523)

  - Юлих-Берг — Иоганн III Миролюбивый, герцог (1511 — 1539)
- Тевтонский орден — Альбрехт Бранденбург-Ансбахский, великий магистр (1511 — 1525)
  - Ливонский орден — Вальтер фон Плеттенберг, ландмейстер (1494 — 1535)
- Франция — Франциск I, король (1515 — 1547)
  - Арманьяк — Шарль II (Карл IV Алансонский), граф (1497 — 1525)
  - Бретань — Клод, герцогиня (1514 — 1524)
  - Овернь и Булонь — Анна, графиня (1501 — 1524)
  - Фуа — Генрих II д'Альбре, король Наварры, граф (1517 — 1555)
- Швеция — Стен Стуре Младший, регент (1512 — 1520)
- Шотландия — Яков V, король (1513 — 1542)

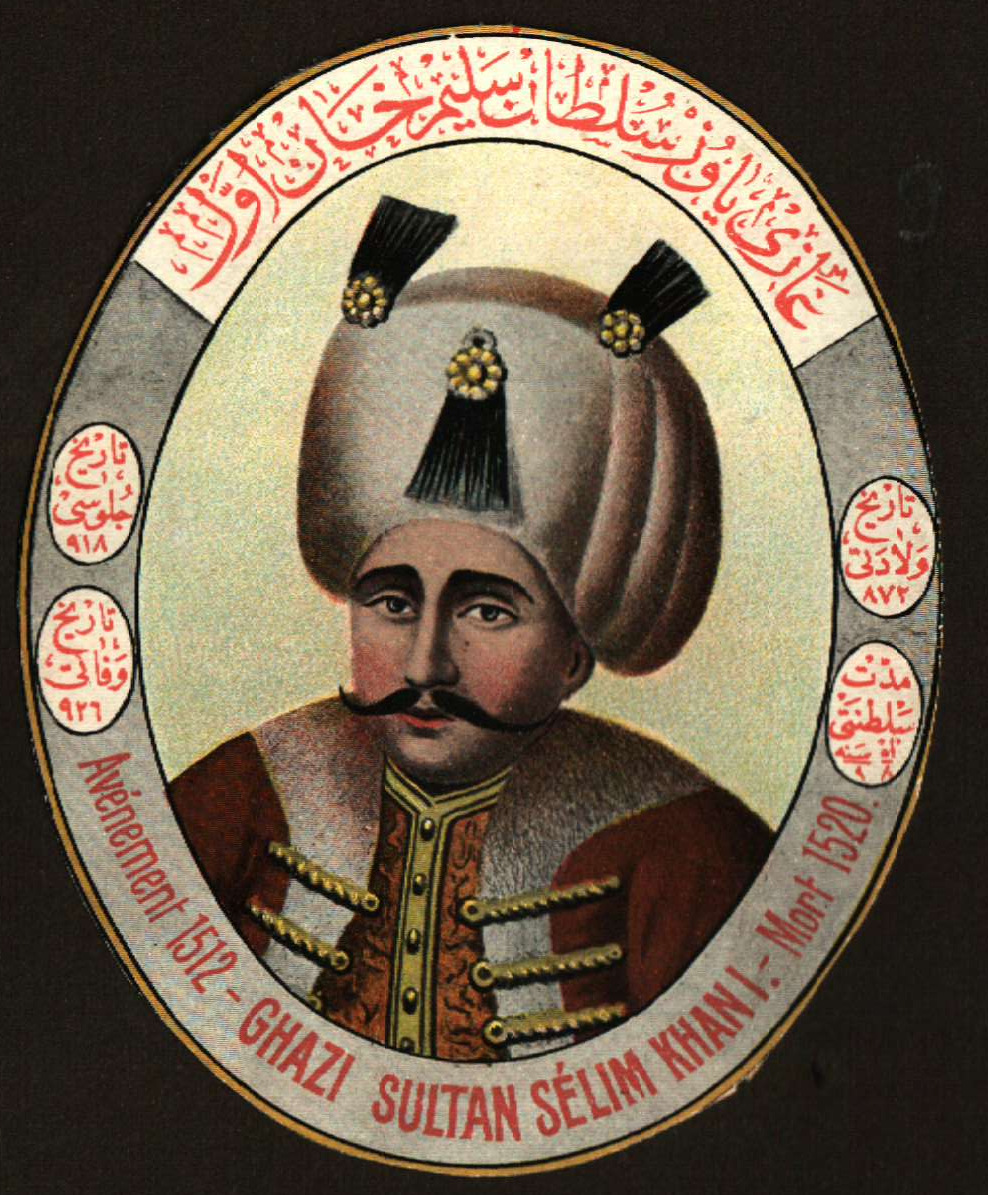
Селим I 1512-1520 Османский султан
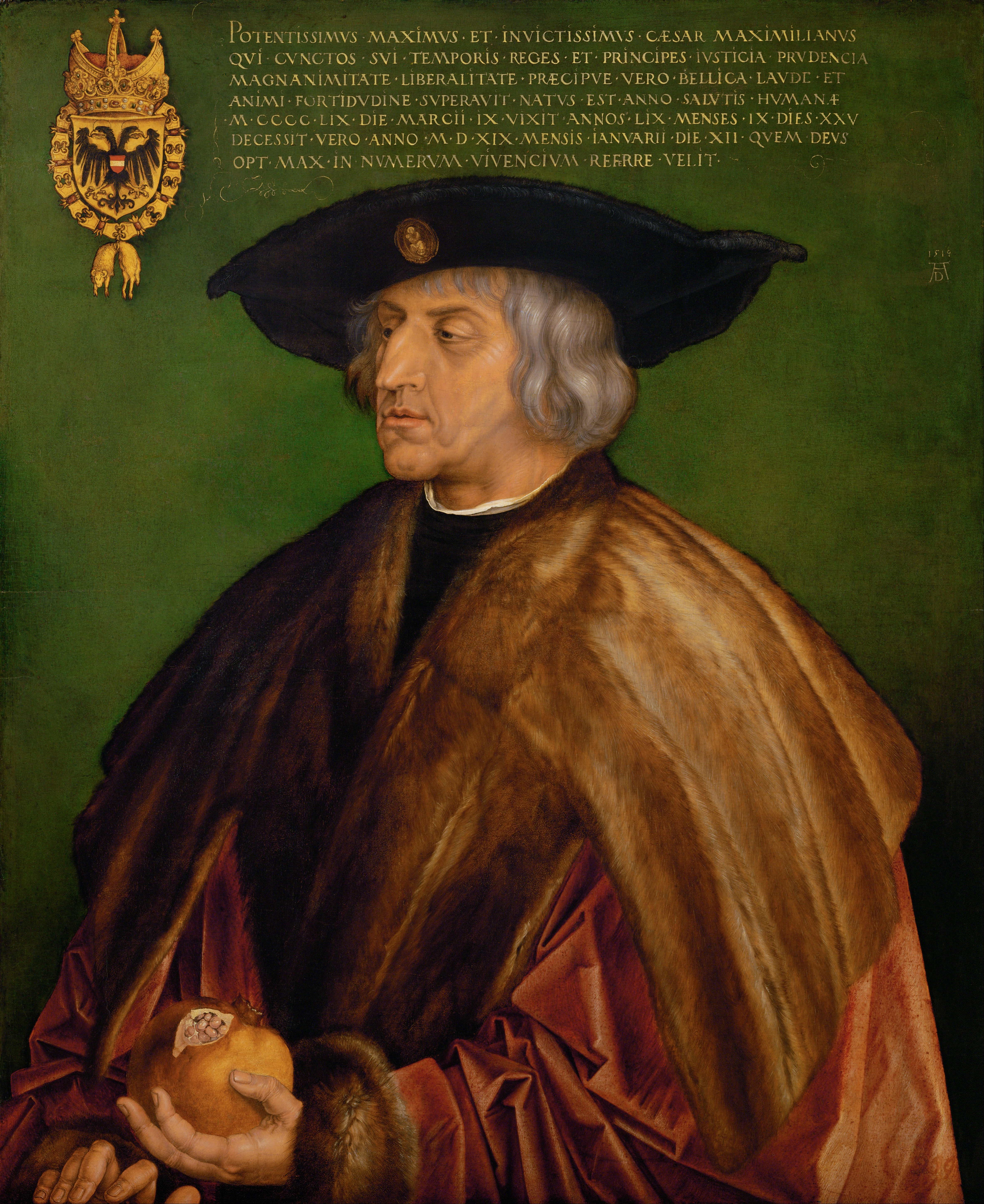
Максимилиан I 1508-1519 Император Священной Римской империи, Король Германии
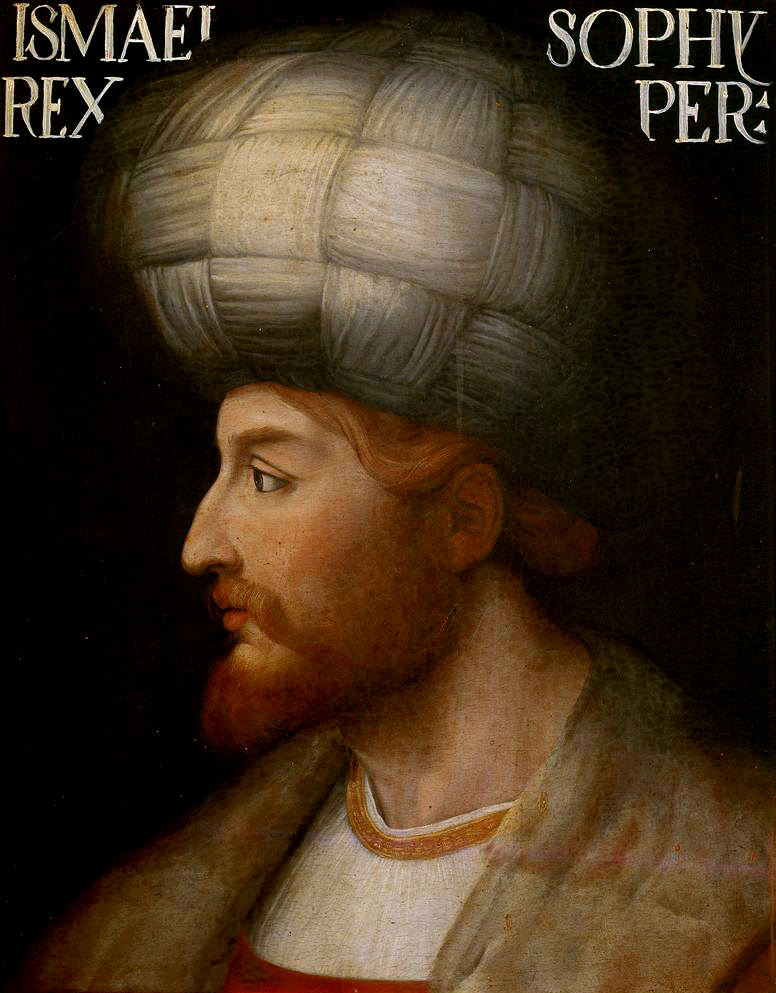
Исмаил I 1501-1524 Шахиншах Ирана
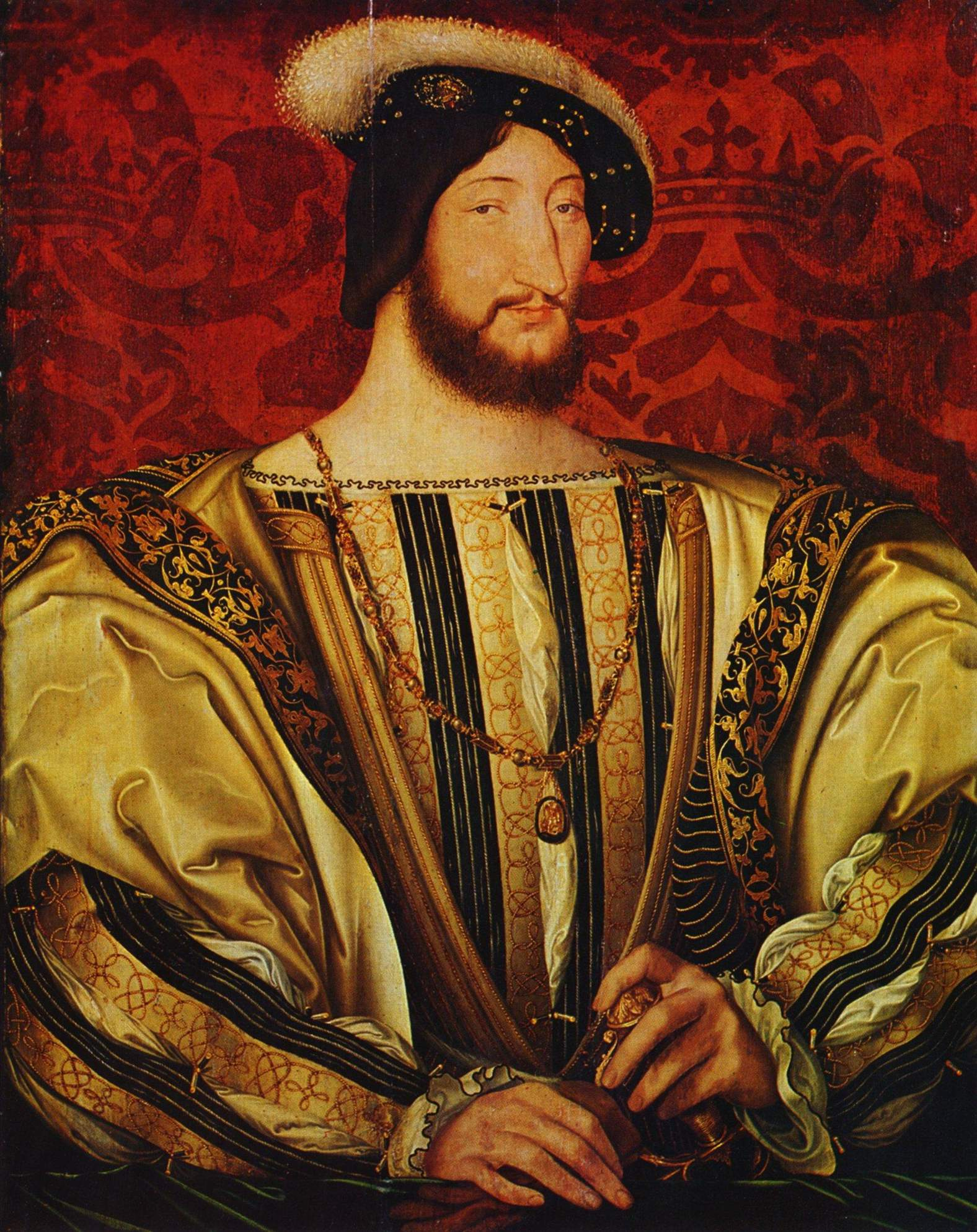
Франциск I 1515-1547 Король Франции
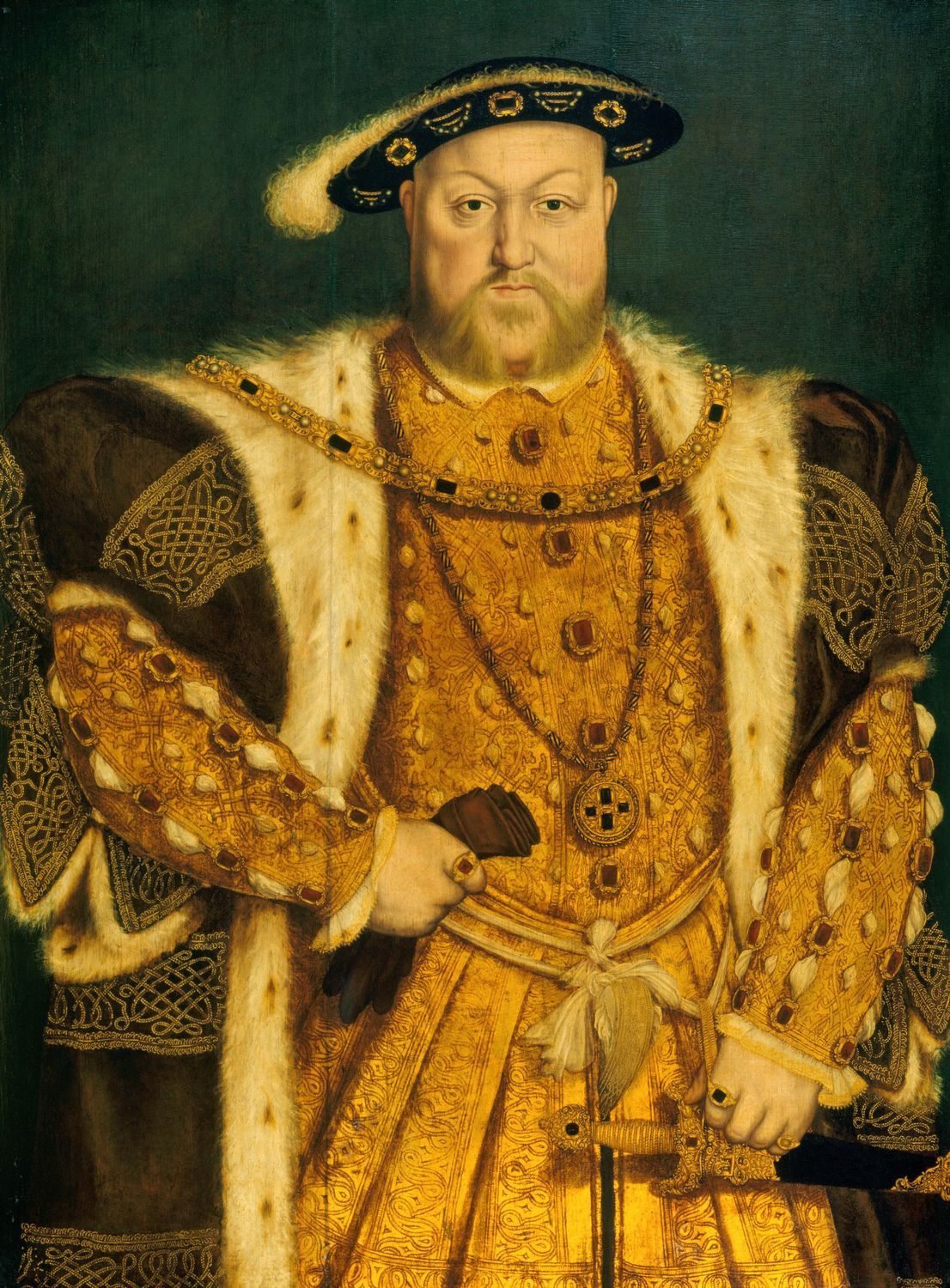
Генрих VIII 1509-1547 Король Англии
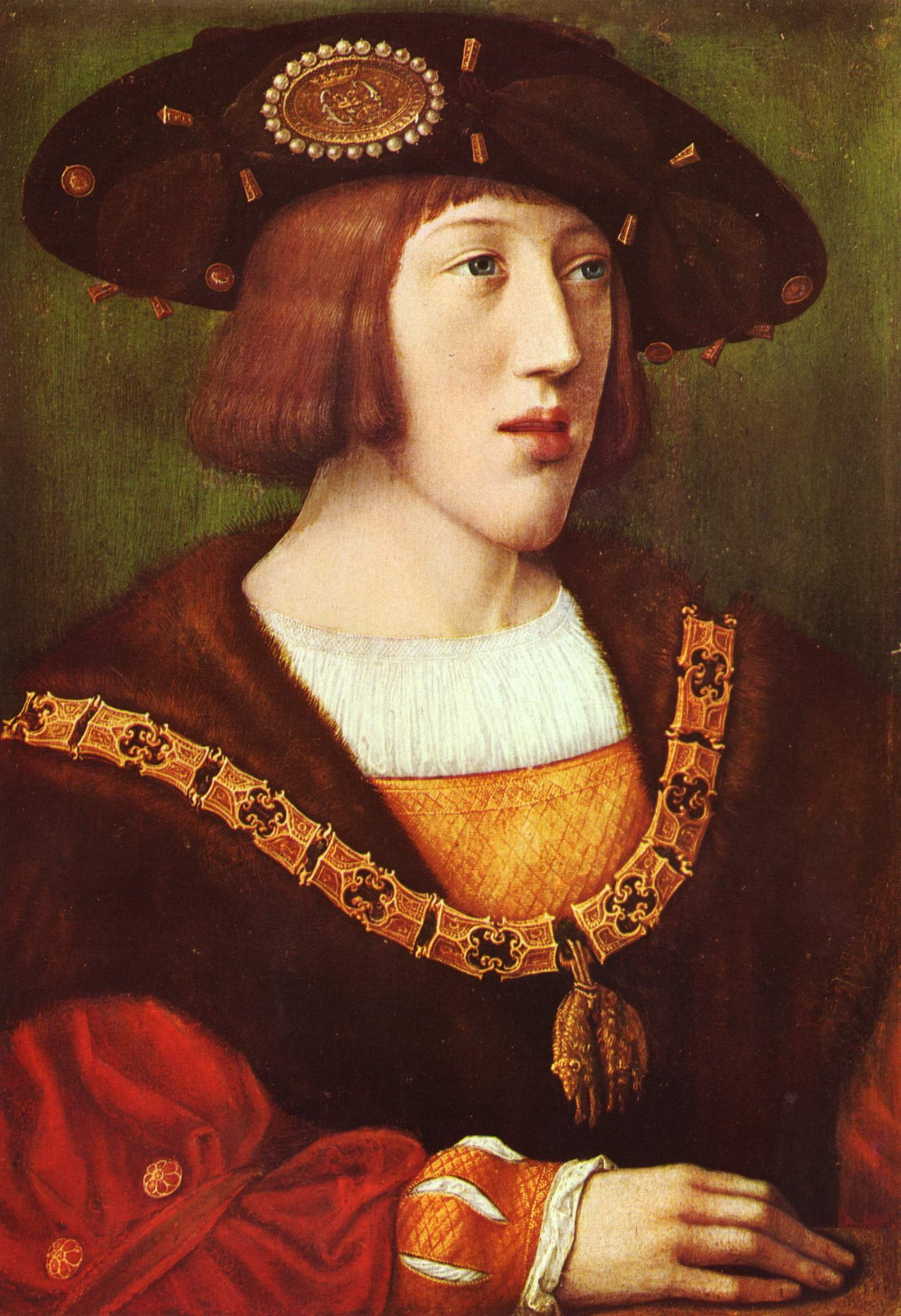
Карлос I 1517-1556 Король Арагона и Сицилии
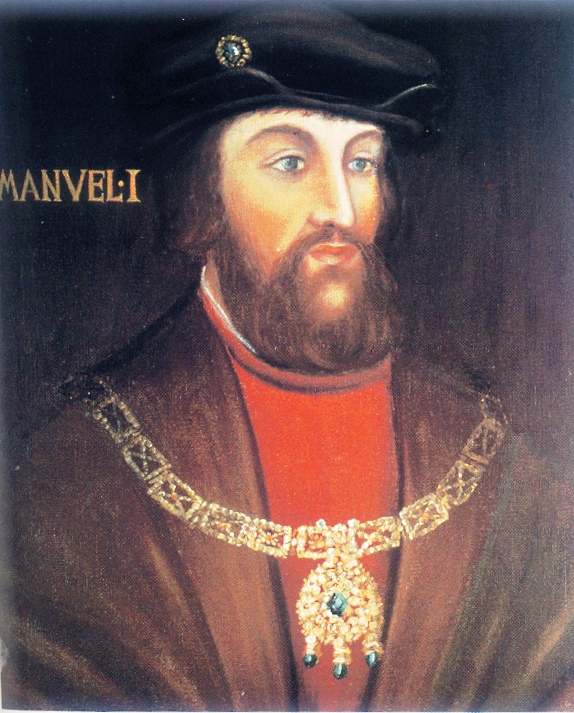
Мануил I 1495-1521 Король Португалии
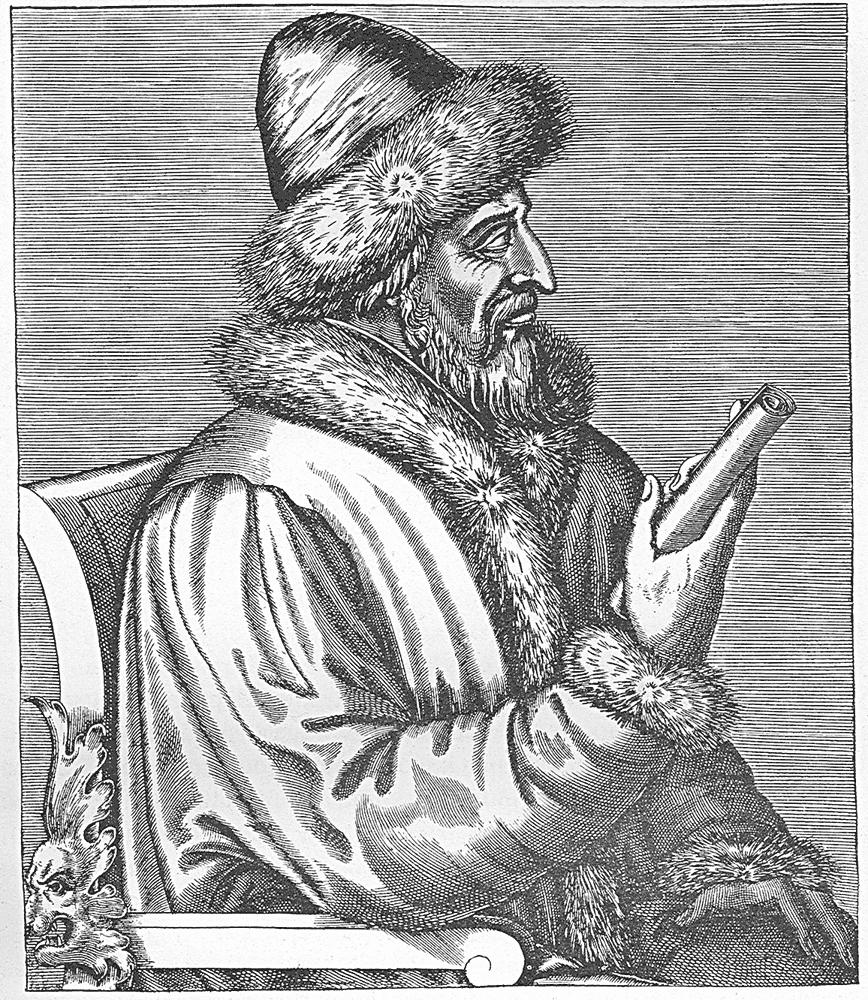
Василий III 1505-1533 Государь всея Руси
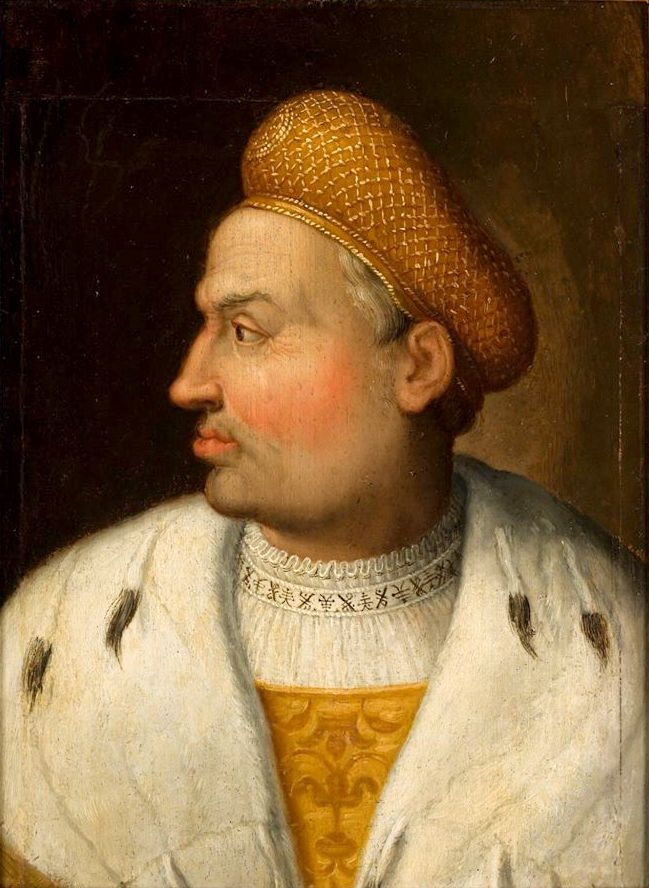
Сигизмунд I Старый 1506-1546 Король Польши и Великий князь Литовский
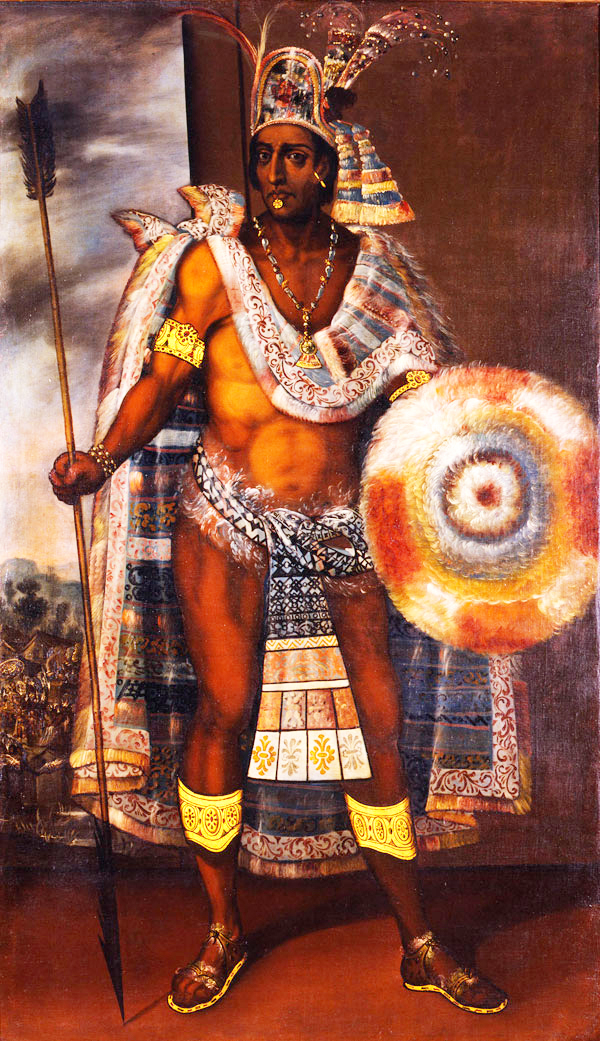
Монтесума II 1502-1520 Великий тлатоани ацтеков
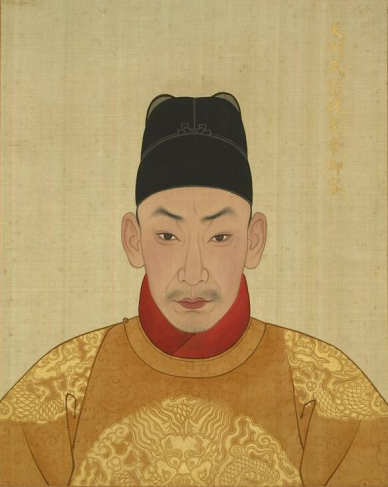
Чжэндэ 1505-1521 Император Китая
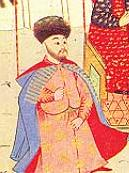
Мехмед I Герай 1515-1523 Хан Крыма
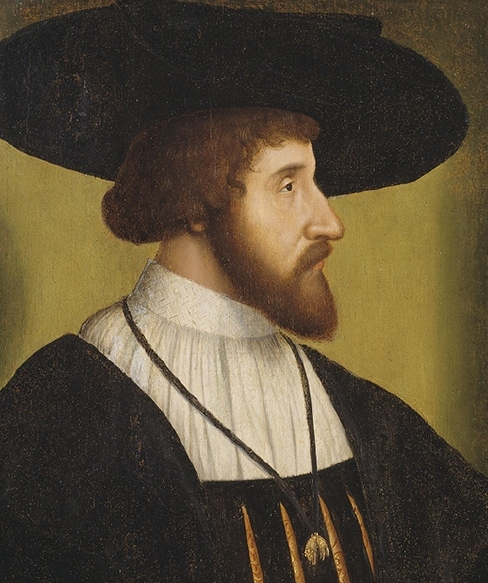
Кристиан II 1513-1523 Король Дании и Норвегии
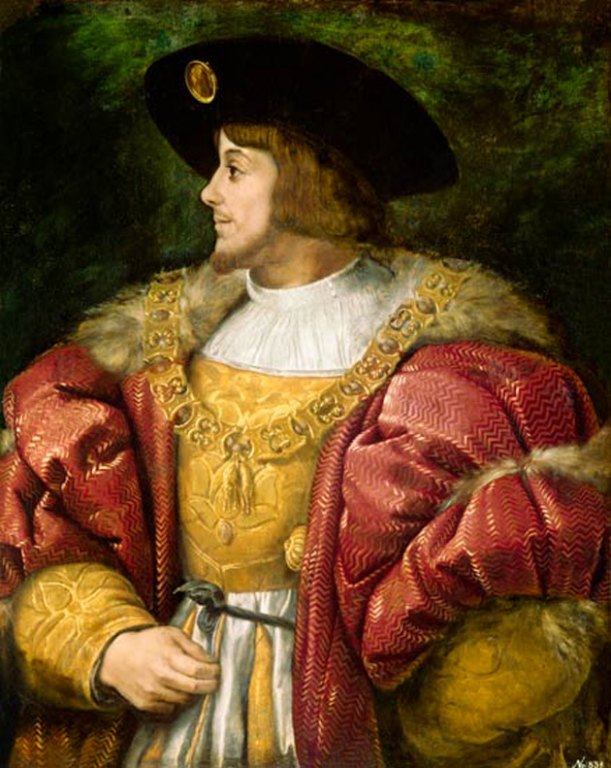
Людовик (Лайош) II 1516-1526 Король Венгрии и Чехии
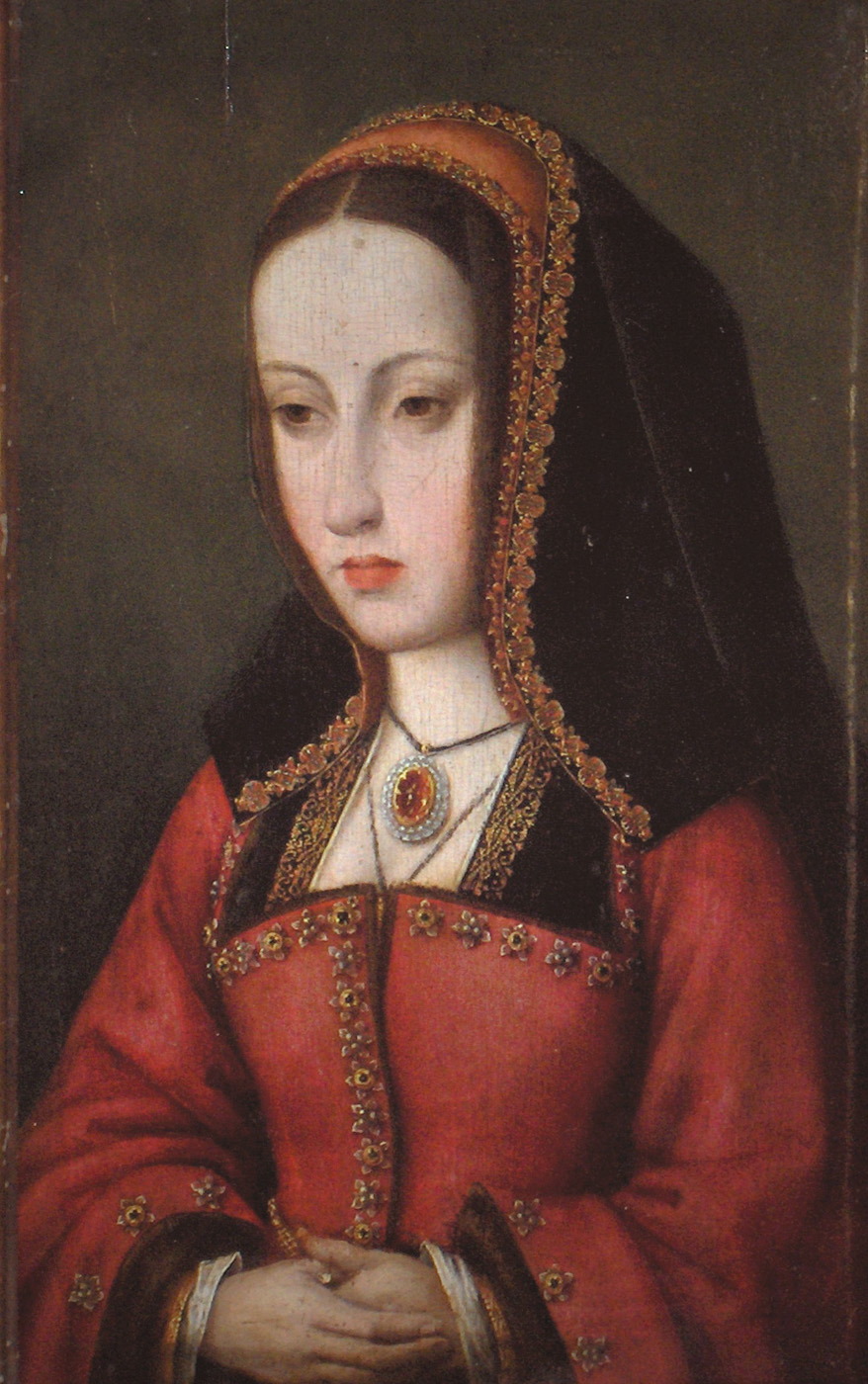
Хуана Безумная 1504-1555 Королева Кастилии и Леона
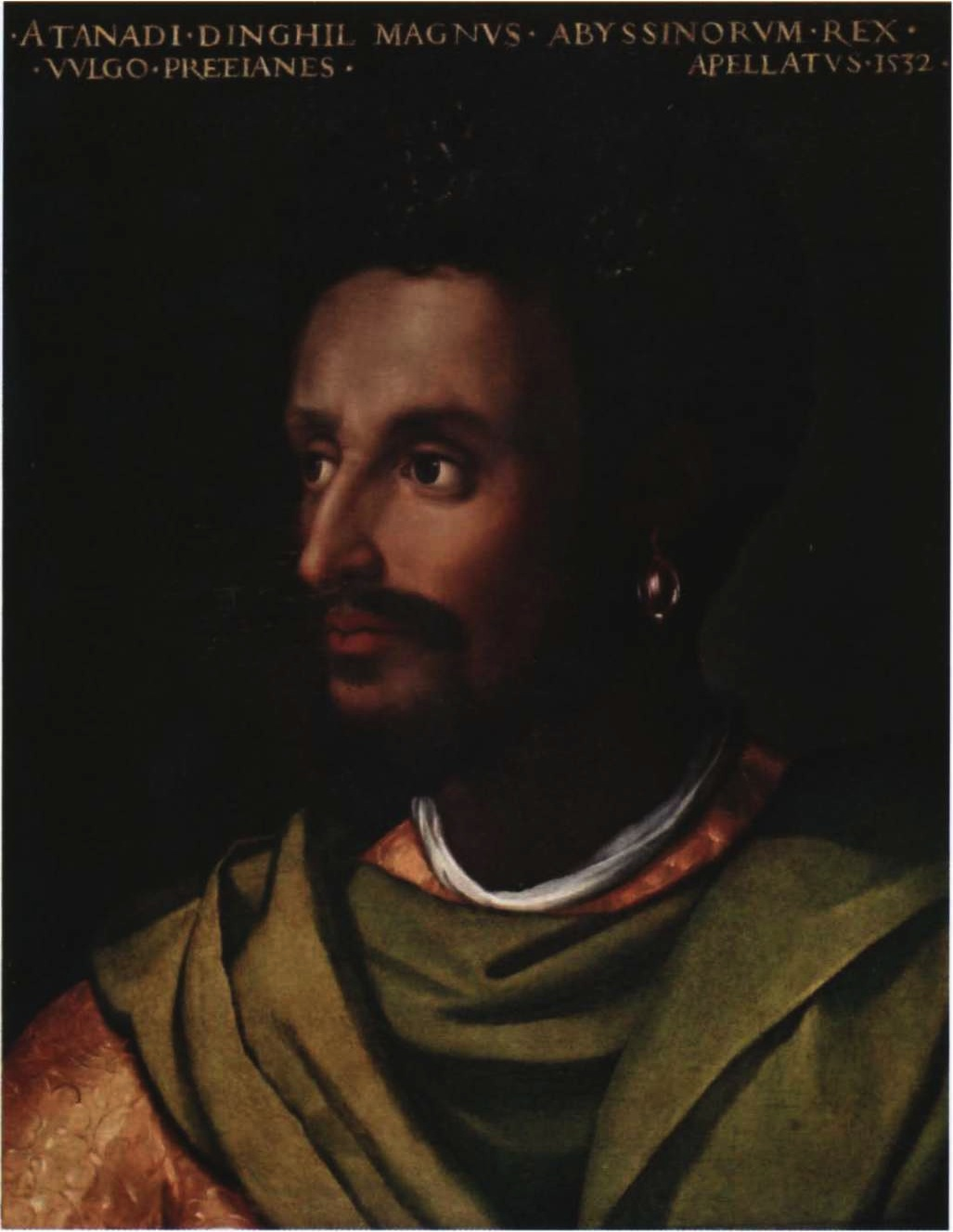
Давид II 1504-1555 Император Эфиопии
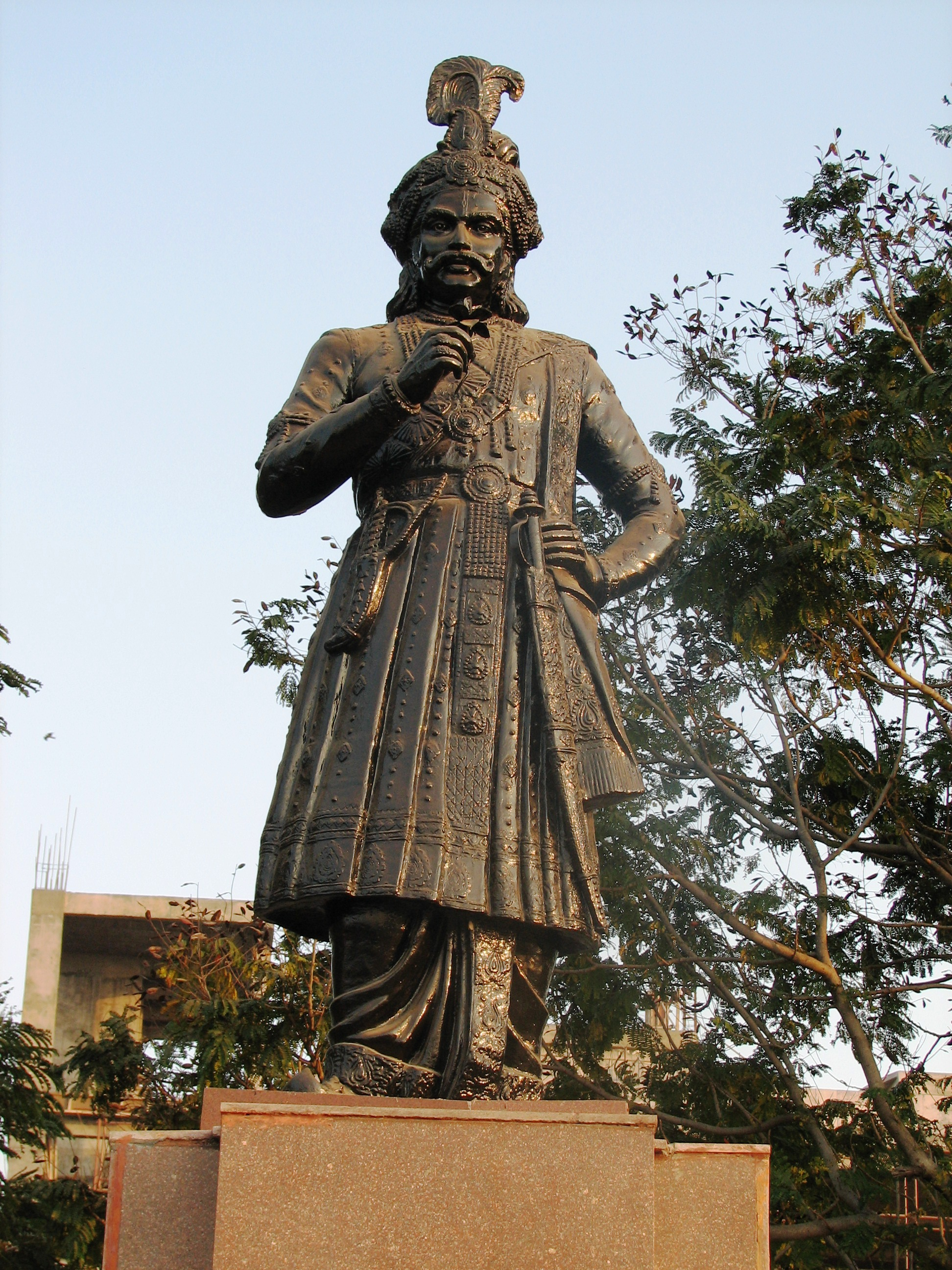
Кришнадеварайя 1509-1529 Махараджахираджа Виджаянагарской империи
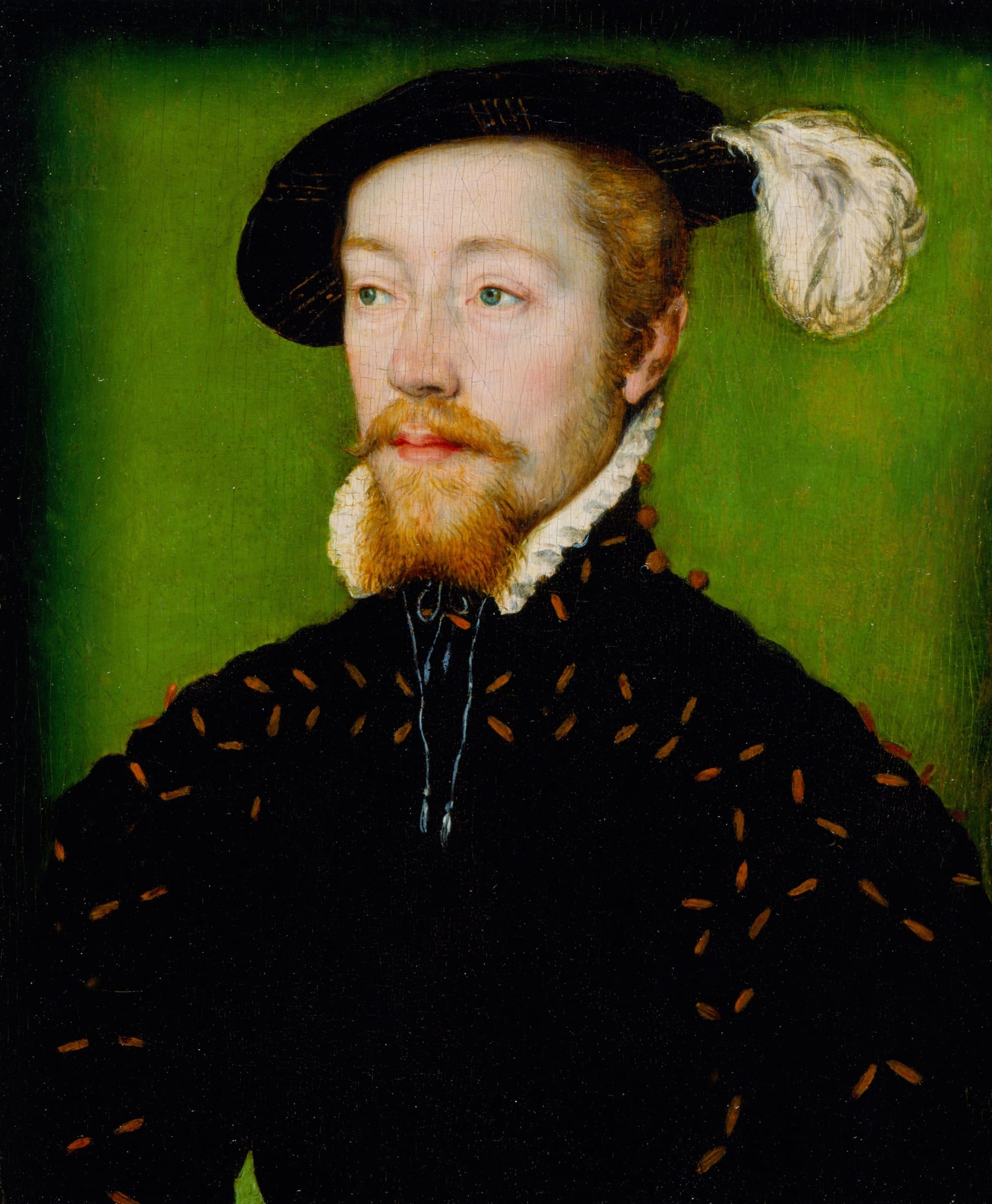
Яков V 1513-1542 Король Шотландии
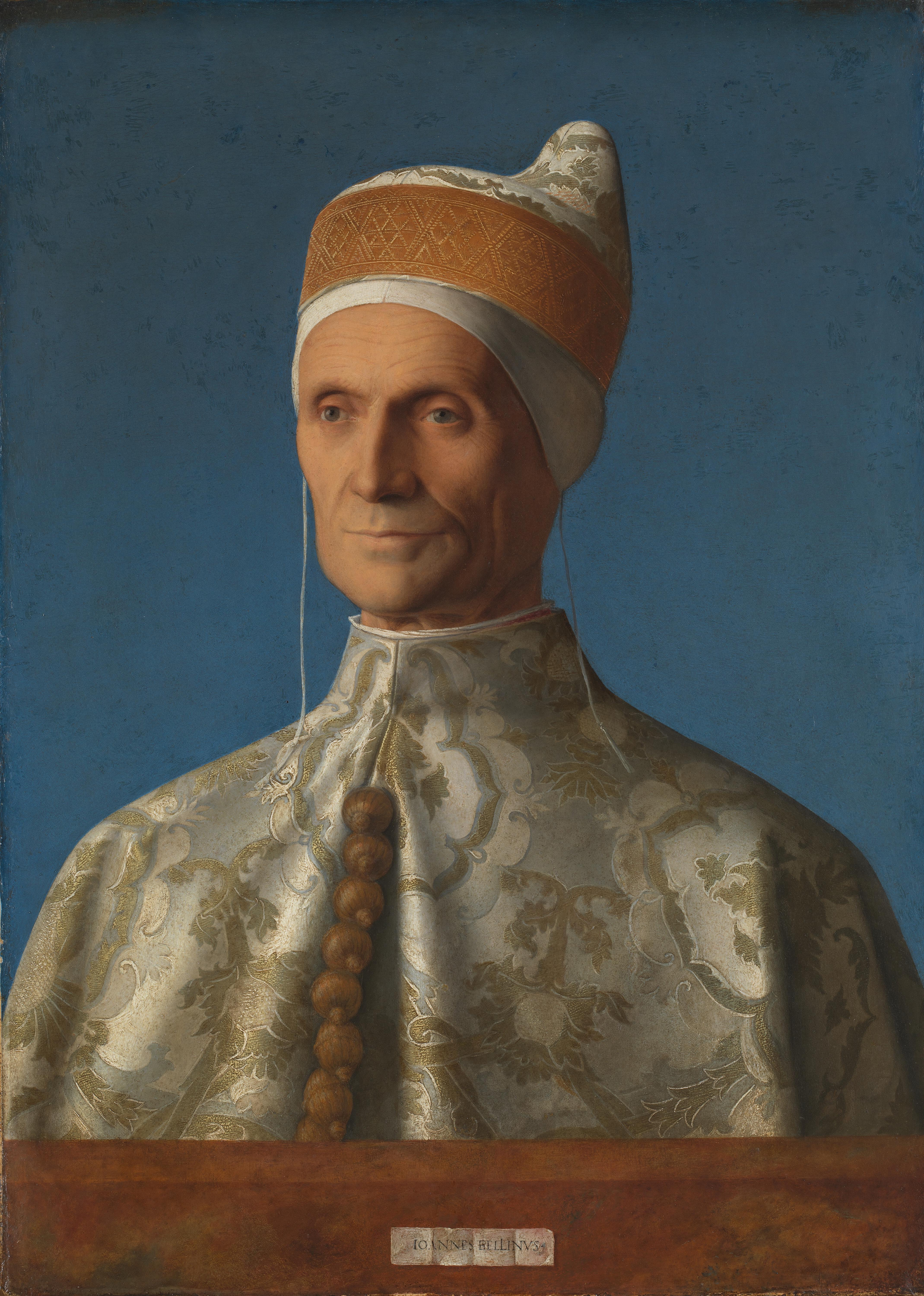
Леонардо Лоредано 1501-1521 Дож Венеции
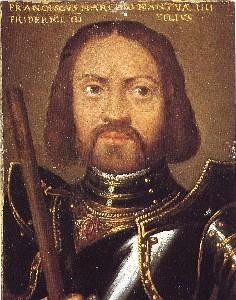
Франческо II Гонзага 1484-1519 Маркграф Мантуи
Альфонсо I д’Эсте 1505-1534 Герцог Модены, Феррары и Реджо
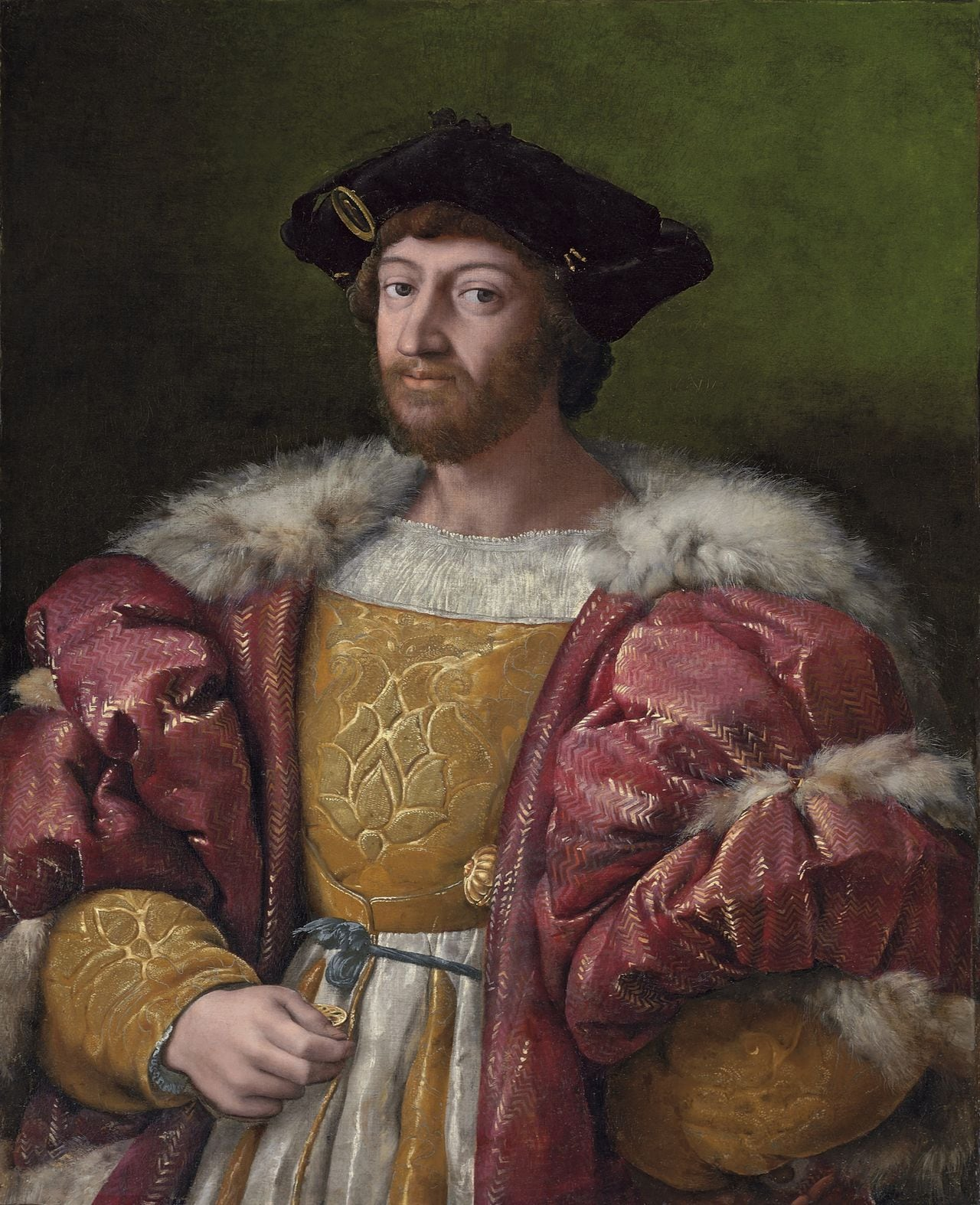
Лоренцо II Медичи 1516-1519 Правитель Флоренции
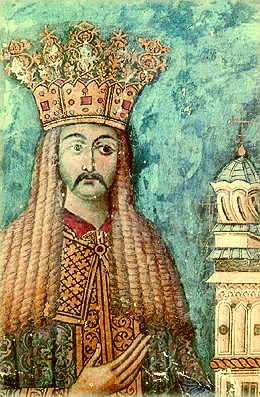
Нягое I Басараб 1512-1521 Господарь Валахии
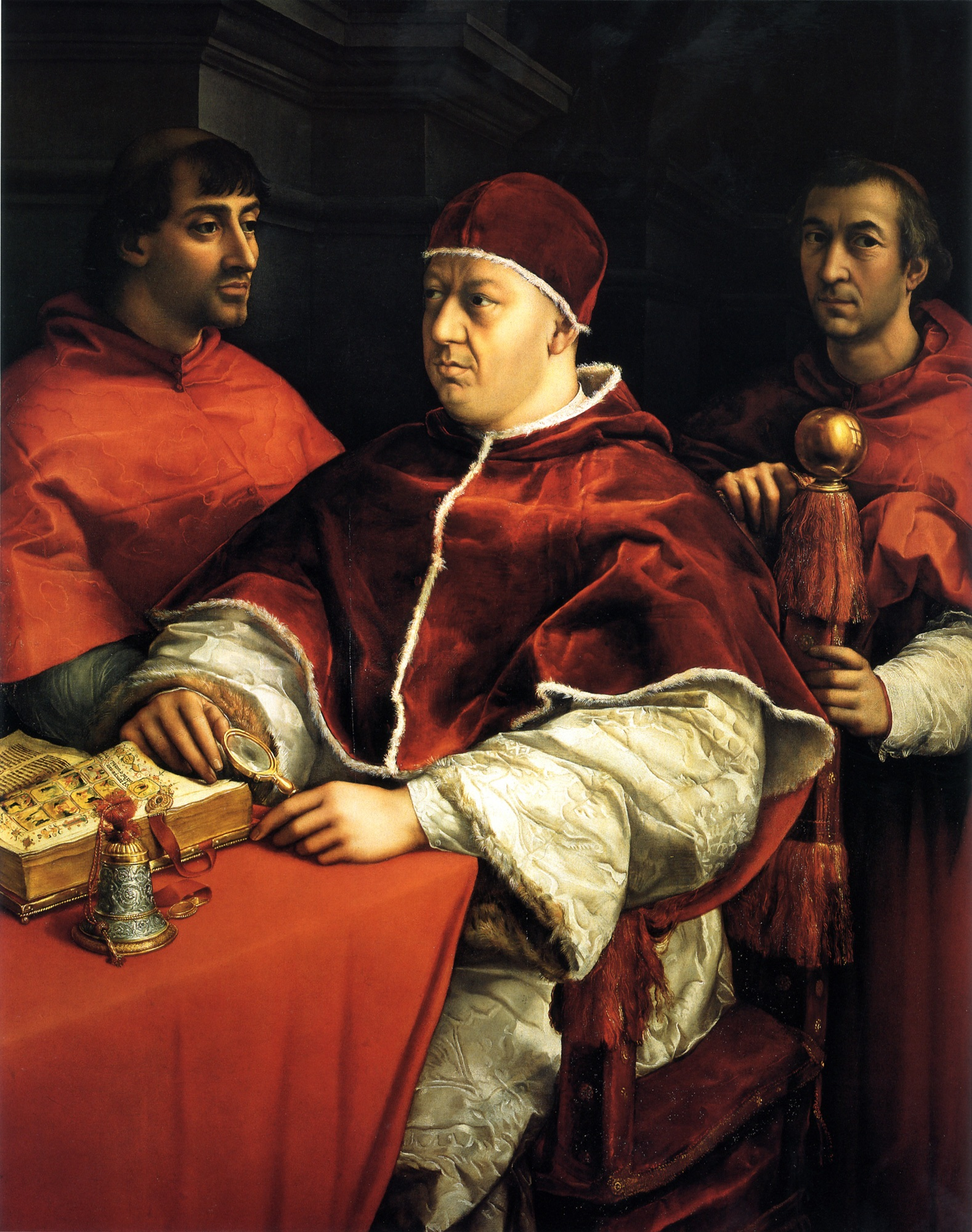
Лев X 1513-1521 Папа Римский